# Velké Stínky
Velké Stínky (německy Gross-Zinken) jsou zaniklá osada západně od Příbrami u Verneřic v okrese Děčín. Stávala na úbočí Bukové hory v nadmořské výšce okolo 630 metrů. Existuje katastrální území Velké Stínky s rozlohou 0,66 hektaru.

## Název

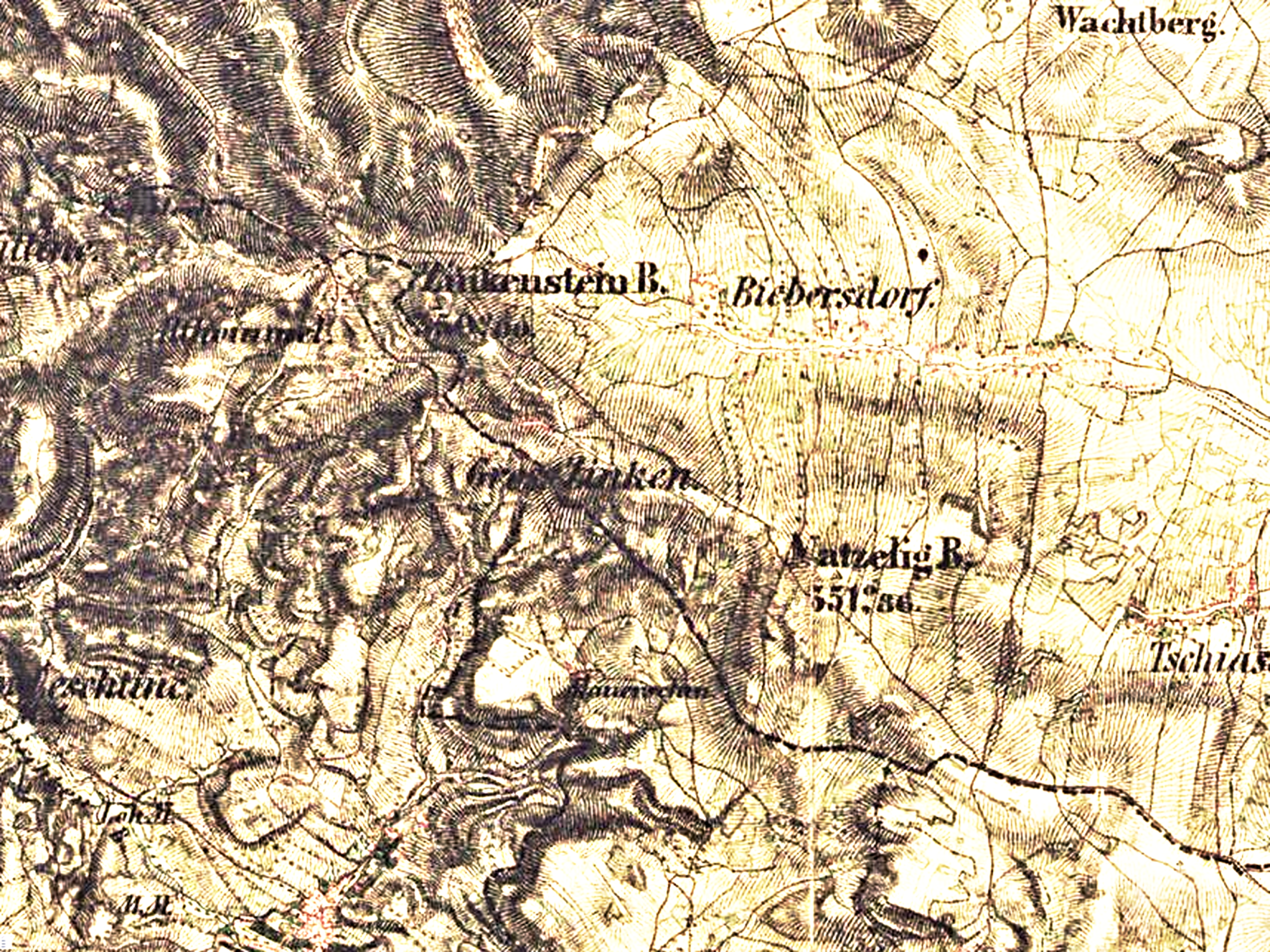
Velké Stínky (Gross-Zinken) na mapě z poloviny 19. století

Jméno osady bylo pravděpodobně odvozeno z příjmení Stínka, které vychází z obecného jména stínka ve významu stěnice nebo ploštice. V historických pramenech se objevuje ve tvarech: Stínka (1623), Stinka (1654), Cztinka (1654), Czynken (1680), Tzinken (1720), Grosz Zinken (1787) a Grosz Zinken (1833).

## Historie
První písemná zmínka o vesnici je z roku 1623. Osada zanikla po druhé světové válce, kdy bylo vysídleno původní německé obyvatelstvo. Nahradili je sice noví obyvatelé, ale protože do vesnice nevedla žádná silnice, odstěhovali se brzy jinam. Všech šest zbylých domů bylo ještě v roce 1945 zbouráno.

## Obyvatelstvo
Při sčítání lidu v roce 1921 zde žilo 33 obyvatel (z toho třináct mužů) německé národnosti a římskokatolického vyznání. Podle sčítání lidu z roku 1930 měla vesnice 35 obyvatel se stejnou národnostní a náboženskou strukturou.
|           | 1869 | 1880 | 1890 | 1900 | 1910 | 1921 | 1930 | 1950 |
| --------- | ---- | ---- | ---- | ---- | ---- | ---- | ---- | ---- |
| Obyvatelé | 38   | 32   | 35   | 31   | 29   | 33   | 35   | .    |
| Domy      | 6    | 6    | 6    | 6    | 6    | 6    | 7    | 7    |

## Pamětihodnosti
- V katastrálním území Velké Stínky roste lípa malolistá chráněná jako památný strom.[9] Stáří stromu, který původně rostl u jednoho ze zaniklých domů, se v roce 2010 odhadoval na 230 let. Obvod kmene lípy přesahuje pět metrů.[5]
- Jižně od Velkých Stínek, u cesty k zaniklé samotě Mauerschin, ústí odvodňovací štola bývalého hnědouhelného dolu Svatý Gothard.[2][10]